# オズレイビス・バサベ
オズレイビス・ホセ・バサベ・チョーリオ（Osleivis José Basabe Chourio, 2000年9月13日 - ）は、ベネズエラのスリア州ボブレス出身のプロ野球選手（遊撃手）。右投右打。MLBのサンフランシスコ・ジャイアンツ傘下所属。

## 経歴

### プロ入りとレンジャーズ傘下時代
2017年12月23日にアマチュア・フリーエージェントでテキサス・レンジャーズと契約してプロ入り。
2018年に傘下のルーキー級ドミニカン・サマーリーグ・レンジャーズでプロデビューし、52試合に出場して打率.344、1本塁打、34打点を記録した。
2019年はルーキー級アリゾナリーグ・レンジャーズで開幕を迎え、シーズン最終盤にA級スポケーン・インディアンスへ昇格。2チーム合計で37試合に出場して打率.323、32打点を記録した。

### レイズ時代
2020年12月10日にナサニエル・ロウ、ジェイク・ガンザー、カール・チェスターとのトレードで、ヘリベルト・ヘルナンデス、アレクサンダー・オバレスと共にタンパベイ・レイズへ移籍した。
2021年は傘下のA級チャールストン・リバードッグスで開幕を迎え、シーズン最終盤にA+級ボーリンググリーン・ホットロッズへ昇格。2チーム合計で70試合に出場して打率.282、3本塁打、35打点を記録した。
2022年はA+級ボーリンググリーンで開幕を迎え、シーズン途中にAA級モンゴメリー・ビスケッツへ昇格。2チーム合計で112試合に出場して打率.324、4本塁打、47打点を記録した。オフにルール・ファイブ・ドラフトでの流出を防ぐために40人枠に登録された。同年のオフにはベネズエラに派遣され、同国のウィンターリーグに参加。アギラス・デル・スリアに所属した。
2023年はAAA級ダーラム・ブルズで開幕を迎えた。8月13日にメジャーへ昇格し、同日のクリーブランド・ガーディアンズ戦に出場してメジャーデビューを果たした。同年のオフには2年連続でベネズエラのウィンターリーグに参加。今回もスリアに所属した。
2024年は故障とリハビリで過ごした為、メジャーに昇格する機会は無かった。2025年2月3日にアレックス・ファエドを獲得したことに伴い、DFAとなった。

### ジャイアンツ時代
2025年2月6日に金銭トレードで、サンフランシスコ・ジャイアンツへ移籍した。同年の開幕はAAA級サクラメント・リバーキャッツで迎えたものの、MLBの開幕後もメジャーに昇格する機会が無いまま6月11日にローガン・ポーターのメジャー昇格に伴って、DFAとなった。6月16日にAAA級サクラメントに降格した。

## 詳細情報

### 年度別打撃成績
| 年 度    | 球 団    | 試 合 | 打 席 | 打 数 | 得 点 | 安 打 | 二 塁 打 | 三 塁 打 | 本 塁 打 | 塁 打 | 打 点 | 盗 塁 | 盗 塁 死 | 犠 打 | 犠 飛 | 四 球 | 敬 遠 | 死 球 | 三 振 | 併 殺 打 | 打 率 | 出 塁 率 | 長 打 率 | O P S |
| -------- | -------- | ----- | ----- | ----- | ----- | ----- | -------- | -------- | -------- | ----- | ----- | ----- | -------- | ----- | ----- | ----- | ----- | ----- | ----- | -------- | ----- | -------- | -------- | ----- |
| 2023     | TB       | 31    | 94    | 87    | 15    | 19    | 5        | 0        | 1        | 27    | 12    | 0     | 1        | 0     | 0     | 6     | 0     | 1     | 25    | 2        | .218  | .277     | .310     | .587  |
| MLB：1年 | MLB：1年 | 31    | 94    | 87    | 15    | 19    | 5        | 0        | 1        | 27    | 12    | 0     | 1        | 0     | 0     | 6     | 0     | 1     | 25    | 2        | .218  | .277     | .310     | .587  |

- 2024年度シーズン終了時

### 年度別守備成績
内野守備
| 年 度 | 球 団 | 二塁（2B） | 二塁（2B） | 二塁（2B） | 二塁（2B） | 二塁（2B） | 二塁（2B） | 三塁（3B） | 三塁（3B） | 三塁（3B） | 三塁（3B） | 三塁（3B） | 三塁（3B） | 遊撃（SS） | 遊撃（SS） | 遊撃（SS） | 遊撃（SS） | 遊撃（SS） | 遊撃（SS） |
| 年 度 | 球 団 | 試 合      | 刺 殺      | 補 殺      | 失 策      | 併 殺      | 守 備 率   | 試 合      | 刺 殺      | 補 殺      | 失 策      | 併 殺      | 守 備 率   | 試 合      | 刺 殺      | 補 殺      | 失 策      | 併 殺      | 守 備 率   |
| ----- | ----- | ---------- | ---------- | ---------- | ---------- | ---------- | ---------- | ---------- | ---------- | ---------- | ---------- | ---------- | ---------- | ---------- | ---------- | ---------- | ---------- | ---------- | ---------- |
| 2023  | TB    | 4          | 2          | 7          | 0          | 0          | 1.000      | 5          | 4          | 1          | 2          | 0          | .714       | 20         | 23         | 37         | 0          | 8          | 1.000      |
| MLB   | MLB   | 4          | 2          | 7          | 0          | 0          | 1.000      | 5          | 4          | 1          | 2          | 0          | .714       | 20         | 23         | 37         | 0          | 8          | 1.000      |

外野守備
| 年 度 | 球 団 | 左翼（LF） | 左翼（LF） | 左翼（LF） | 左翼（LF） | 左翼（LF） | 左翼（LF） | 右翼（RF） | 右翼（RF） | 右翼（RF） | 右翼（RF） | 右翼（RF） | 右翼（RF） |
| 年 度 | 球 団 | 試 合      | 刺 殺      | 補 殺      | 失 策      | 併 殺      | 守 備 率   | 試 合      | 刺 殺      | 補 殺      | 失 策      | 併 殺      | 守 備 率   |
| ----- | ----- | ---------- | ---------- | ---------- | ---------- | ---------- | ---------- | ---------- | ---------- | ---------- | ---------- | ---------- | ---------- |
| 2023  | TB    | 1          | 0          | 0          | 0          | 0          | ----       | 2          | 1          | 0          | 0          | 0          | 1.000      |
| MLB   | MLB   | 1          | 0          | 0          | 0          | 0          | ----       | 2          | 1          | 0          | 0          | 0          | 1.000      |

- 2024年度シーズン終了時

### 背番号
- 37（2023年）